# Jarosława Bieda
Jarosława Bieda (Poznań, Polonia, 20 de enero de 1937), también llamada Jarosława Jóźwiakowska, fue una atleta polaca especializada en la prueba de salto de altura, en la que consiguió ser medallista de bronce europea en 1966.

## Carrera deportiva
En el Campeonato Europeo de Atletismo de 1966 ganó la medalla de bronce en el salto de altura, con un salto por encima de 1.71 metros, siendo superada por las soviéticas Taisia Chenchik (oro con 1.75 m) y Ludmila Komleva (plata con 1.73 m).